# Grainne Gallanagh
Grainne Gallanagh (Tiếng Ireland: / ˈɡrɔːnjə ˈɡælənə /; sinh ngày 22 tháng 6 năm 1994) là một người mẫu và người đẹp người Ireland, đã đăng quang Hoa hậu Hoàn vũ Ireland 2018 vào ngày 2 tháng 8 năm 2018. Cô đại diện cho Ireland tại Hoa hậu Hoàn vũ 2018 và lọt vào Top 20.

## Tiểu sử
Gallanagh lớn lên ở Buncrana, Donegal. Cô theo học tại Scoil Mhuire, Buncrana. Cô tốt nghiệp Cử nhân Khoa học tại Học viện Công nghệ Letterkenny và là một y tá chuyên về Chữa bệnh cho Phụ nữ.

## Hoa hậu Trái đất Bắc Ireland 2017
Gallanagh đã đăng quang ngôi vị Hoa hậu Trái đất Bắc Ireland-Không khí (Á hậu 1) vào năm 2017.

## Hoa hậu Hoàn vũ Ireland 2018
Vào ngày 2 tháng 8 năm 2018, Gallanagh đã đăng quang ngôi vị Hoa hậu Hoàn vũ Ireland 2018 tại Dublin’s Mansion House. Cô đã thành công vượt qua Hoa hậu Hoàn vũ Ireland 2017 Cailín Toibín.

## Hoa hậu Hoàn vũ 2018
Cô đại diện cho Ireland tại vòng chung kết Hoa hậu Hoàn vũ 2018 và lọt vào Top 20.